# Antalis entalis
Antalis entalis is een Scaphopoda-soort uit de familie Dentaliidae. De wetenschappelijke naam van de soort is gepubliceerd in 1758 door Linnaeus als Dentalium entalis in de tiende editie van Systema naturae